# 六日町 (南魚沼市)
六日町（むいかまち）とは新潟県南魚沼市の地域名(旧六日町町域)・地区名(旧旧六日町町域)・大字。
南魚沼市の中央部に位置する。

## 施設

### 教育

#### 小学校
六日町地区
- 六日町小学校:新潟県南魚沼市六日町1267−1
- 北辰小学校:新潟県南魚沼市余川1220−2

六日町地域(六日町地区を除く)
- 城内小学校:新潟県南魚沼市上原68
- 五十沢小学校:新潟県南魚沼市宮472-2
- おおまき小学校:新潟県南魚沼市大杉新田416-2

#### 中学校
六日町地区
- 六日町中学校:新潟県南魚沼市六日町282

六日町地域(六日町地区を除く)
- 八海中学校:新潟県南魚沼市上原129-6

#### 高等学校
六日町地区
- 六日町高等学校:新潟県南魚沼市余川1380−2
- 八海高等学校:新潟県南魚沼市余川1276

#### 学校教育以外の施設
- 魚沼サンティックスクール（職業訓練法人南魚沼職業能力開発運営協会が運営する、認定職業訓練による職業訓練施設）

### 行政
- 南魚沼市役所

### 郵便
- 六日町郵便局
- 五十沢郵便局
- 城内郵便局
- 六日町温泉郵便局
- 魚沼二日町簡易郵便局
- 四十日簡易郵便局